# Amata sinana
Amata sinana là một loài bướm đêm thuộc phân họ Arctiinae, họ Erebidae.